# 52293 Mommsen
52293 Mommsen este un asteroid din centura principală de asteroizi.

## Descriere
52293 Mommsen este un asteroid din centura principală de asteroizi. A fost descoperit pe 12 octombrie 1990 la Tautenburg de Freimut Börngen și Lutz Dieter Schmadel. Asteroidul prezintă o orbită caracterizată de o semiaxă mare de 3,18 ua, o excentricitate de 0,20 și o înclinație de 10,9° în raport cu ecliptica.